# Wartburgkreis

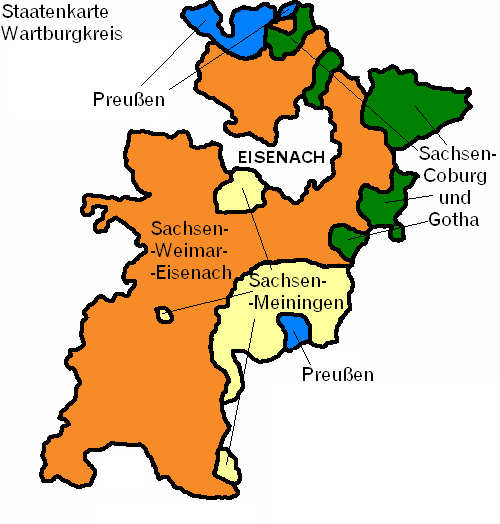
Bestuurlijke verdeling van de Wartburgkreis voor de vorming van Thüringen in 1920

Wartburgkreis is een Landkreis in de Duitse deelstaat Thüringen. De Landkreis telt 159.937 inwoners (31 december 2020) op een oppervlakte van 1.304,84 km². Kreisstadt is Bad Salzungen. De grootste stad is Eisenach, die voor 1 januari 2021 een status had als Kreisfreie Stadt en geen deel uitmaakte van de Wartburgkreis.

## Steden en gemeenten
(Inwoners op 31 december 2018)
| Steden ¹ deelnemende gemeente in een Verwaltungsgemeinschaft ² vervullende gemeente voor andere gemeenten 1. Amt Creuzburg ¹ (4.705) 2. Bad Liebenstein (7.665) 3. Bad Salzungen ² (23.177) 4. Geisa ² (4.760) 5. Ruhla ² (5.406) 6. Treffurt (5.936) 7. Vacha (5.055) 8. Werra-Suhl-Tal (6.347) | Gemeenten ³ vervullende gemeente ² vervullende gemeente voor andere gemeenten 1. Barchfeld-Immelborn (4.559) 2. Buttlar (stad Geisa ³) (1.255) 3. Dermbach² (7.277) 4. Empfertshausen (stad Dermbach 3) (524) 5. Gerstengrund (stad Geisa ³) (66) 6. Gerstungen (9.034) 7. Hörselberg-Hainich (6.165) 8. Krayenberggemeinde (5.044) | 1. Leimbach (stad Bad Salzungen 3) (1.725) 2. Oechsen (Dermbach 3) (598) 3. Schleid (stad Geisa ³) (1.027) 4. Seebach (stad Ruhla ³) (1.782) 5. Unterbreizbach (3.366) 6. Weilar (Dermbach ³) (836) 7. Wiesenthal (Dermbach ³) (735) 8. Wutha-Farnroda (6.278) |

Verwaltungsgemeinschaften

* Bestuurszetel
| - Verwaltungsgemeinschaft Hainich-Werratal (9.350) 1. Amt Creuzburg (4.705) 2. Berka vor dem Hainich (728) 3. Bischofroda (642) 4. Krauthausen (1.578) 5. Lauterbach (651) 6. Nazza (542) |

## Demografie
| Peildatum             | 31.12.2009 | 31.12.2010 | 31.12.2011 | 31.12.2012 | 31.12.2013 | 31.12.2014 | 31.12.2015 | 31.12.2016 | 31.12.2017 | 31.12.2018 |            |
| --------------------- | ---------- | ---------- | ---------- | ---------- | ---------- | ---------- | ---------- | ---------- | ---------- | ---------- | ---------- |
| Inwoners              | 131.820    | 130.560    | 128.105    | 127.227    | 126.283    | 125.835    | 125.655    | 124.729    | 123.764    | 123.025    |            |
| Buitenlanders         | 1.497      | 1.497      | 1.153      | 1.348      | 1.515      | 2.044      | 2.950      | 3.119      | 3.449      | 3.697      |            |
| Aandeel buitenlanders | 1,1%       | 1,1%       | 0,9%       | 1,1%       | 1,2%       | 1,6%       | 2,3%       | 2,5%       | 2,8%       | 3,0%       |            |
| Peildatum             | 31.12.1998 | 31.12.1999 | 31.12.2000 | 31.12.2001 | 31.12.2002 | 31.12.2003 | 31.12.2004 | 31.12.2005 | 31.12.2006 | 31.12.2007 | 31.12.2008 |
| Inwoners              | 146.708    | 145.712    | 144.677    | 143.646    | 142.595    | 141.001    | 139.805    | 138.337    | 136.678    | 135.058    | 133.451    |
| Buitenlanders         | 1.651      | 1.731      | 1.739      | 1.792      | 1.907      | 1.948      | 1.893      | 1.714      | 1.608      | 1.598      | 1.567      |
| Aandeel buitenlanders | 1,1%       | 1,2%       | 1,2%       | 1,2%       | 1,3%       | 1,4%       | 1,4%       | 1,2%       | 1,2%       | 1,2%       | 1,2%       |